# Enyo Glacier
Enyo Glacier är en glaciär i Antarktis. Den ligger i Östantarktis. Nya Zeeland gör anspråk på området. Enyo Glacier ligger 1 261 meter över havet.
Terrängen runt Enyo Glacier är varierad. Trakten är obefolkad. Det finns inga samhällen i närheten. 